# دافنه اوز

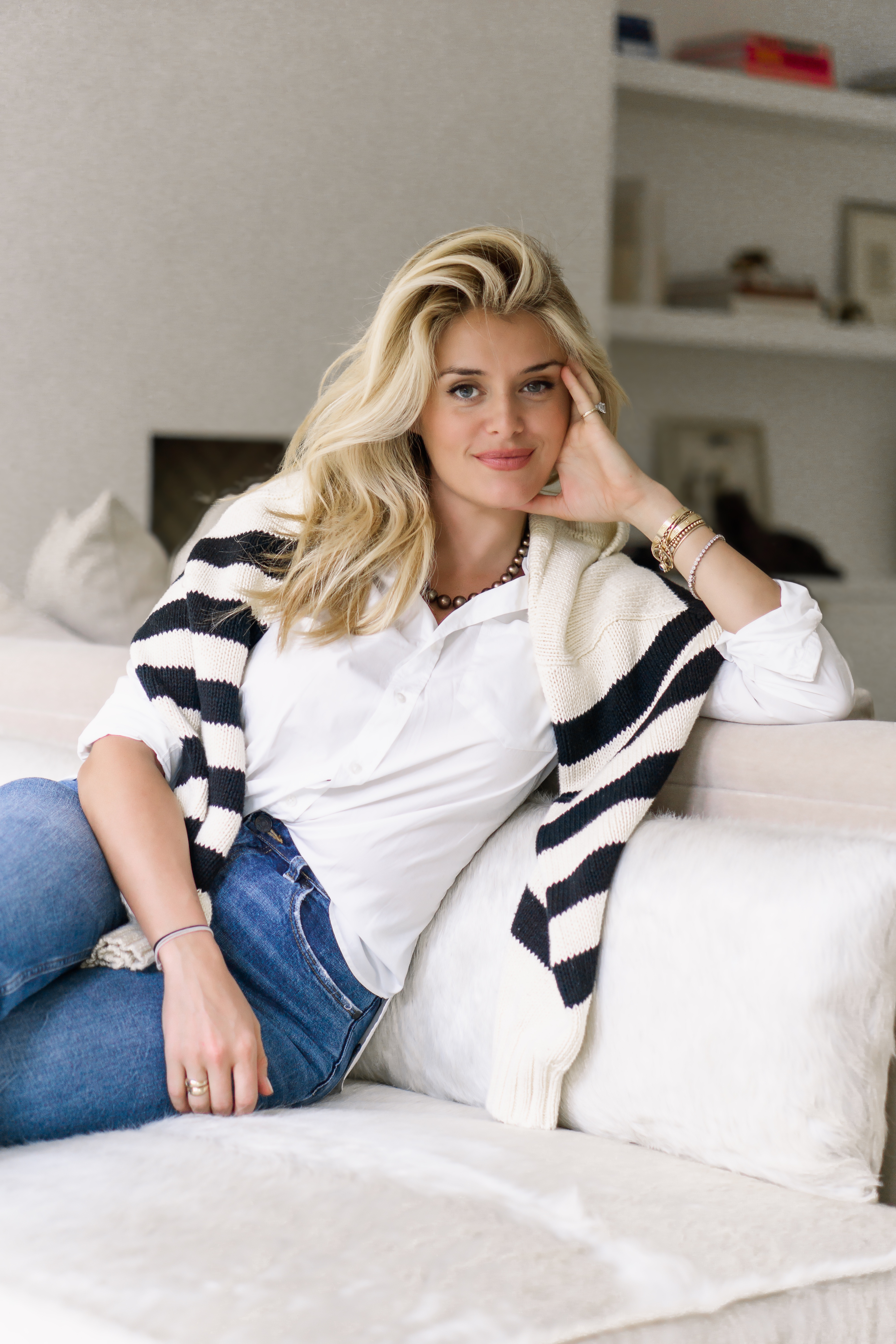

دافنه نور اوز (زاده ۱۷ فوریه ۱۹۸۶) یک مجری تلویزیونی، نویسنده و سرآشپز آمریکایی است. اوز در ۱۷ فوریه ۱۹۸۶ در فیلادلفیا، پنسیلوانیا به دنیا آمد و فرزند ارشد شخصیت‌های تلویزیونی مهمت اوز و لیزا اوز (لقب لمول) است. پدربزرگ و مادربزرگ پدری او، سونا (نام خانوادگی آتابای) و مصطفی اوز، از استان قونیه، ترکیه مهاجرت کردند.
او یکی از پنج مجری مشترک در برنامه گفتگوی روزانه The Chew شبکه تلویزیونی ABC برای شش فصل اول برنامه بود و یکی از مجریان برنامه گفتگوی/آشپزی شوی دکتر آز بود.